# 格林維爾 (緬因州)
格林維爾（英語：Greenville）是一個位於美國緬因州皮斯卡特奎斯縣的鎮。

## 人口
根據2020年美國人口普查的數據，格林維爾的面積為119.48平方千米，當中陸地面積為109.63平方千米，而水域面積為9.84平方千米。當地共有人口1437人，而人口密度為每平方千米12人。